# Behtash Fariba
Behtash Fariba (en persa: بهتاش فریبا‎; Teherán, Irán; 11 de febrero de 1955) es un exfutbolista y entrenador de fútbol de Irán que jugaba en la posición de delantero.

## Carrera

### Club
| Periodo   | Club           |
| --------- | -------------- |
| 1976–1977 | Rah Ahan FC    |
| 1977–1979 | PAS Teherán FC |
| 1979–1988 | Esteghlal FC   |

### Selección nacional
Jugó para Irán de 1977 a 1986 con la que anotó 12 goles en 16 partidos, fue goleador de la Copa Asiática 1980 y participó en la Copa Mundial de Fútbol de 1978.

## Logros

### Club
- Copa Takht Jamshid: 1

1978
- Liga Provincial de Teherán: 2

1983, 1985

### Individual
- Mejor jugador de la Copa Asiática 1980.
- Goleador de la Copa Asiática 1980.